# Association Santé respiratoire France
 (avril 2023).
Santé respiratoire France, fondée en 2003 sous le nom d’Association BPCO, est une association loi de 1901, reconnue d’intérêt général. C'est en 2019 qu'elle a élargi son champ d'action pour englober d'autres pathologies respiratoires et devenir Santé respiratoire France,.
L'association rassemble patients, aidants et professionnels de santé. Elle vise principalement à améliorer la prise en charge des personnes souffrant de maladies respiratoires chroniques en France, qui affectent près de 10 millions de Français. Notons également qu'en France, l’asthme affecte près de 4 millions d'individus, soit environ 7 % de la population.

## Les missions de l'association
Santé respiratoire France poursuit plusieurs missions :
- la sensibilisation de l’opinion publique et des autorités sur les enjeux liés aux maladies respiratoires. L’association, et plus particulièrement son président, le Dr Frédéric Le Guillou, sont régulièrement invités à participer, en tant qu’experts, à des interviews journalistiques et télévisées pour sensibiliser et informer sur les différentes problématiques liées à ces pathologies respiratoires[5],[6],[7],[8],[9],[10],[11].
- l’encouragement de l’innovation par la promotion de solutions adaptées répondant aux besoins spécifiques des patients et des professionnels de santé.
- la mise en réseau et la coordination des différents acteurs du secteur.

En outre, l'association est également membre de l'Alliance contre le tabac.

### Les maladies respiratoires entrant dans le champ d'actions de l'association
L'association se consacre à la prise en charge et à la sensibilisation sur les maladies respiratoires majeures telles que :
- les apnées du sommeil, également connues sous le nom de syndrome d'apnées-hypopnées obstructives du sommeil (SAHOS). Cette maladie touche environ 4% de la population adulte française[12] ;
- l'asthme, qui touche environ 4 millions de personnes en France[13] ;
- la bronchopneumopathie chronique obstructive (BPCO)[14] ;
- la dilatation des bronches (DDB) ou bronchectasie ou bronchiectasie ;
- la fibrose pulmonaire idiopathique (FPI) ;
- la toux : bronchite chronique, BPCO, hyperréactivité bronchique.

## Composition du bureau
L’association est dirigée :
- Président : Frédéric Le Guillou, pneumologue

## Les études conduites par l’association
L'association travaille en collaboration avec de nombreux partenaires et institutions pour réaliser ses missions et a, au fil des années, consolidé sa place en tant qu'acteur majeur dans le domaine de la santé respiratoire en France. Santé respiratoire France conduit régulièrement des études scientifiques et des analyses approfondies grâce notamment à des questionnaires ciblés. Ces travaux, rigoureusement menés, sont reconnus au sein de la communauté médicale et scientifique pour leur pertinence et leur contribution précieuse à la compréhension et à l'amélioration de la santé respiratoire en France.
Par exemple, en 2016, une enquête réalisée auprès de Santé respiratoire France (alors “association BPCO”) a révélé que 28% des répondants n'acceptent pas leur pathologie, or ces patients sont souvent les plus gravement atteints et éprouvent des difficultés dans la vie quotidienne. L'acceptation est d'autant plus difficile que la maladie est handicapante, soulignant le rôle fondamental de l'éducation thérapeutique et de l'implication des proches dans la prise en charge.

## Participation aux États Généraux de la Santé Respiratoire
Le 8 décembre 2021, se sont tenus les premiers États Généraux de la Santé Respiratoire. Cet événement a été organisé par la Société de pneumologie de langue française et un regroupement de 24 entités, incluant des organisations d’usagers, des professionnels de santé et le Réseau Environnement Santé (RES) dont l’Association Santé respiratoire France. Ensemble, ils ont plaidé pour l'établissement d'une stratégie quinquennale axée sur le droit fondamental de respirer, à initier dès le début du mandat. Leur but est de fédérer les divers acteurs de la santé respiratoire afin de mettre en œuvre un plan national majeur portant sur la santé respiratoire en lien avec les enjeux environnementaux.

### Objectifs du Collectif
- Évaluation : examen régulier des mesures politiques liées à la santé respiratoire et évaluation de leur impact pour les patients, notamment par le biais d'un observatoire national mis à jour annuellement.
- Sensibilisation : promouvoir la compréhension des enjeux respiratoires et militer pour des mesures audacieuses visant à améliorer la prévention, le diagnostic et le soutien aux patients.
- Mobilisation : renforcer la collaboration entre les diverses parties prenantes tout en conservant une approche agile pour une intervention rapide et efficace.

En 2021, le collectif a débuté ses actions en conduisant une enquête nationale sur la perception de la santé respiratoire parmi la population française. Face à une méconnaissance généralisée, le collectif a instauré une plateforme citoyenne pour solliciter des propositions visant à répondre aux défis respiratoires. Ces idées ont été mises en avant lors des États Généraux de 2021, qui avaient reçu le soutien du Président de la République Emmanuel Macron.
Un observatoire national de la Santé Respiratoire a été créé pour suivre l'évolution des politiques publiques durant le quinquennat. Les conclusions de cet observatoire ont été dévoilées lors des deuxièmes États Généraux de la Santé Respiratoire, qui se sont tenus le 9 février 2023 à l'Assemblée nationale.
Enfin, ce travail s'inscrit dans une perspective plus large, en collaboration avec la Coalition Respiratoire Internationale, pour étendre ces initiatives à l'échelle européenne. Les efforts se focaliseront sur six grands thèmes, couvrant tous les aspects des maladies respiratoires, allant de la prévention à la recherche en passant par le dépistage et la prise en charge.

## Les projets associés
L'association promeut divers projets visant à soutenir et informer les personnes atteintes de maladies respiratoires chroniques :
- RespiLab : un espace dédié à la co-construction de connaissances et de solutions pour approfondir la compréhension et améliorer la prise en charge des maladies respiratoires chroniques[17]. Ce laboratoire fait partie du forum des living labs en santé et autonomie (LLSA)[1].
- Respir'Agora : une plateforme conçue pour connecter les personnes vivant avec une maladie respiratoire chronique. Elle permet de rechercher des contacts de proximité (associations, lieux de réadaptation respiratoire, lieux où pratiquer des activités physiques adaptées, etc.) et offre des ressources pour trouver des informations pertinentes, et des conseils pour mieux gérer la maladie au quotidien[18].
- Respirez Golf : lancée en 2023, cette initiative vise à sensibiliser aux maladies respiratoires par l'initiation au golf. Les participants, incluant des malades respiratoires, leurs proches et des professionnels de santé, découvrent les bienfaits du golf sur la santé respiratoire lors de rencontres organisées dans divers golfs de France. Patrice Scanu, atteint de BPCO et passionné de golf, est à l'origine de ce projet.
- À fond le souffle ! : depuis 2004, l’association Santé Respiratoire France publie annuellement un journal intitulé “À fond le souffle !”[19].